# Резерв (Вісконсин)
Резерв (англ. Reserve) — переписна місцевість (CDP) в США, в окрузі Соєр штату Вісконсин. Населення — 349 осіб (2020).

## Географія
Резерв розташований за координатами 45°49′23″ пн. ш. 91°21′55″ зх. д. / 45.82306° пн. ш. 91.36528° зх. д. (45.823074, -91.365221).  За даними Бюро перепису населення США в 2010 році переписна місцевість мала площу 139,06 км², з яких 137,29 км² — суходіл та 1,77 км² — водойми.

## Демографія
Згідно з переписом 2010 року, у переписній місцевості мешкало 429 осіб у 160 домогосподарствах у складі 110 родин. Густота населення становила 3 особи/км².  Було 260 помешкань (2/км²).
Расовий склад населення:
| - 84,8 % — корінних американців - 10,7 % — білих |

До двох чи більше рас належало 4,4 %. Частка іспаномовних становила 0,7 % від усіх жителів.
За віковим діапазоном населення розподілялося таким чином: 24,5 % — особи молодші 18 років, 60,3 % — особи у віці 18—64 років, 15,2 % — особи у віці 65 років та старші. Медіана віку мешканця становила 40,6 року. На 100 осіб жіночої статі у переписній місцевості припадало 101,4 чоловіків;  на 100 жінок у віці від 18 років та старших — 110,4 чоловіків також старших 18 років.
Середній дохід на одне домашнє господарство  становив 41 905 доларів США (медіана — 30 966), а середній дохід на одну сім'ю — 50 285 доларів (медіана — 32 841). Медіана доходів становила 23 125 доларів для чоловіків та 26 500 доларів для жінок. За межею бідності перебувало 36,9 % осіб, у тому числі 49,1 % дітей у віці до 18 років та 8,3 % осіб у віці 65 років та старших.
Цивільне працевлаштоване населення становило 124 особи. Основні галузі зайнятості: мистецтво, розваги та відпочинок — 32,3 %, освіта, охорона здоров'я та соціальна допомога — 17,7 %, будівництво — 17,7 %.